# Osamah al-Shanqiti
Osamah Masaud al-Shanqiti (arabisch أسامة مسعود الشنقيطي, DMG Usāma Masʿūd aš-Šanqīṭī; * 3. Mai 1976 in Medina) ist ein saudi-arabischer ehemaliger Leichtathlet, der im Weitsprung, Dreisprung sowie im Kugelstoßen antritt. Er leidet an einer Sehstörung und startet deshalb im Behindertensport in der Klassifikationsgruppe F12, wobei das F für die englische Bezeichnung field (de.: Feld) steht.

## Sportkarriere
Er gab sein Debüt auf internationaler Bühne bei den Leichtathletik-Weltmeisterschaften der Behinderten 2006 in der niederländischen Stadt Assen, als er gleich den Titel im Dreisprung gewann und sich zudem noch eine Bronzemedaille im Weitsprung sicherte. Zwei Jahre später vertrat er sein Land bei den Sommer-Paralympics 2008 in Peking. Dort triumphierte er mit neuem Weltrekord im Dreisprung und gewann damit die erste olympische Goldmedaille für Saudi-Arabien überhaupt (reguläre Olympische Spiele mit eingerechnet).
Die nächste Austragung, die Sommer-Paralympics 2012 in London, verliefen für ihn dagegen weniger erfolgreich. Im Kugelstoßen schied er mit drei ungültigen Versuchen aus und im Dreisprung reichte es für ihn lediglich für den fünften Rang. Zuvor hatte er die saudi-arabische Mannschaft bei der Eröffnungsfeier als Fahnenträger ins Olympiastadion geführt.
Bei den Leichtathletik-Weltmeisterschaften der Behinderten 2013 in Lyon belegte er im Weitsprung den sechsten und im Dreisprung den fünften Rang.

## Bestleistungen
| Disziplin         | Ort    | Weite   | Datum             | Anmerkung               |
| ----------------- | ------ | ------- | ----------------- | ----------------------- |
| Dreisprung – F 12 | Peking | 15,37 m | 8. September 2008 | (Stand: September 2016) |